# Beizama
Beizama es un municipio español de la provincia de Guipúzcoa, País Vasco.
Beizama es conocido a nivel local principalmente por dos hechos: ser el centro geográfico de Guipúzcoa (en el monte Urraki) y haber sido escenario de uno de los crímenes más famosos de la crónica negra del País Vasco; el llamado Crimen de Beizama ocurrido en 1926 y aún recordado hoy en día.

## Geografía
Beizama se encuentra en el centro geográfico de Guipúzcoa. Pertenece a la comarca de Urola-Costa. Se sitúa a 39 km de la capital de provincia, San Sebastián. Azpeitia a 11 km ejerce de centro de atracción comarcal, aunque Tolosa también se encuentra a 15 km. El acceso a Beizama se hace a través de carreteras locales.
El término municipal de Beizama tiene 16,8 km². Limita al sur con Beasáin, al este con Albístur y Bidegoyan, al norte con Régil y al oeste con Azpeitia.
El pueblo de Beizama se encuentra en las faldas del monte Illaun en el macizo de Murumendi. Su entorno está formado por bosques y praderas. Al estar situado a 485 metros de altitud es el segundo pueblo más alto de Guipúzcoa por detrás de Bidegoyan.

## Demografía
Beizama cuenta con una población de 130 habitantes (INE 2024).
| Gráfica de evolución demográfica de Beizama entre 1842 y 2021                                                       |
| |
| Población de derecho según los censos de población del INE Población de hecho según los censos de población del INE |

Es uno de los municipios más despoblados de la comarca. Su carácter rural y su aislamiento han propiciado una importante pérdida de población a lo largo del siglo XX, ya que en 1900 contaba con 634 habitantes, casi 4 veces su población actual. Sin embargo cabe decir que la sangría de población, que fue especialmente importante en las décadas de 1960 y 1970 se ha detenido en los últimos años. La población está estabilizada en torno a los 170 habitantes desde hace unos 25 años.
La pirámide de población muestra una población bastante envejecida y con predominio de los varones, tal y como es habitual en el medio rural vasco. La totalidad de la población es bilingüe, estando poco extendido el uso del castellano.
El actual alcalde es Nekane Otaño Garziarena del partido Aurrera Beizama Bai.

## Barrios
El núcleo del pueblo de Beizama es un pequeño grupo de casas agrupado en torno a la iglesia, el ayuntamiento y el frontón. Aquí vive solo una pequeña parte de la población del municipio, en torno a 25 personas. El resto de la población del municipio
se distribuye entre varios barrios: Aginamendi, Amenábar, Baztarkalaldea, Ilarraldea y Urdanpileta. Estos barrios no son más que agrupaciones de caseríos bastante dispersos.
Mención aparte merece el barrio de Nuarbe, situado en la parte más baja del término municipal. Nuarbe es un pequeño pueblo de 60 habitantes dividido entre los municipios de Beizama y Azpeitia. El río Ibai-Eder que atraviesa el pueblo por la mitad es la frontera entre los términos municipales de Beizama y Azpeitia. Unos 16 habitantes de Nuarbe pertenecen a Beizama. Nuarbe es famoso por su club de soka-tira (tirar de la cuerda) que ha sido varias veces campeón del mundo.

## Economía
El municipio cuenta con un taller de barnizado de madera como única industria. La agricultura y ganadería son las principales actividades económicas que se realizan en el municipio; aunque solo ocupen aproximadamente a una tercera parte de la población activa. Eso se debe a que bastantes vecinos de Beizama se trasladan a municipios cercanos a trabajar. La población se suele desplazar a Azpeitia para satisfacer la mayor parte de las necesidades comerciales, de educación, etc.
Actualmente el municipio trata de diversificar su economía con el turismo rural, ya que el entorno de Beizama tiene numerosos atractivos para los amantes de la naturaleza. Existe un centro de descubrimiento del medio natural en el pueblo, así como un albergue municipal con capacidad para algo más de 50 personas, que suele ser frecuentado por grupos de escolares; y otro albergue de los hermanos de La Salle, utilizado en colonias y convivencias. Se hacen visitas guiadas por la zona.
En el término municipal de Beizama se encuentra el embalse de Ibai-Eder, que da servicio a la comarca.

## Administración y política
| Partido político          | 2015  | 2015       | 2011  | 2011       | 2007  | 2007       |
| Partido político          | %     | Concejales | %     | Concejales | %     | Concejales |
| Aurrera Beizama Bai (ABB) | 74,42 | 5          | —     | —          | —     | —          |
| Aurrera Beizama (AB)      | —     | —          | 48,06 | 3          | 54,95 | 5          |
| Beizama Bai (BeBai)       | —     | —          | 47,29 | 2          | —     | —          |

## Historia
Algunos historiadores del siglo XVI como Juan de Mariana o Esteban de Garibay creían que Beizama era la Segisama que se citaba en las crónicas de las guerras cántabras. Esta tesis fue rebatida por otros historiadores posteriores y actualmente no es ni siquiera tenida en consideración. Esta creencia arraigó sin embargo, debido a que existen leyendas que hacen referencia a luchas entre nativos y romanos en zonas cercanas a Beizama (Zelatun, Aldaba y Mendicute).
La primera mención histórica se remonta a 1027 cuando es mencionado en el documento de demarcación del obispado de Pamplona, extendido por el rey Sancho Garcés III, como uno de los valles que componen la diócesis.
Durante la Edad Media perteneció a la alcaldía mayor de Sayaz que agrupaba a las poblaciones de Beizama, Régil, Aya, Bidania y Goyaz. Esta alcaldía mayor estaba gobernada por un alcalde nombrado por el rey que generalmente habitaba en la Corte. No fue hasta 1563 que el rey Felipe II permitió a cada una de las poblaciones que formaban Sayaz nombrar su propio alcalde. Las cinco poblaciones se mantuvieron mancomunadas formando la Unión de Sayaz que perduró hasta el siglo XIX y que mandaba representación conjunta a las Juntas Generales de Guipúzcoa.
Históricamente Beizama tiene el título de Noble y Leal Universidad. Su escudo mostraba un árbol frondoso, con una estrella a cada lado y una corona real encima. El emblema actual del municipio ya no muestra la corona. En el siglo XIX con la reforma municipal se convirtió en municipio.
En el siglo XVIII el ayuntamiento realizó una operación de repoblación forestal a gran escala plantando cerca de 100 000 hayas.

### Crimen de Beizama
Ocurrió el 14 de noviembre de 1926, cuando dos mujeres (madre e hija) aparecieron asesinadas en el remoto caserío Korosagasti de Beizama. El doble asesinato causó un hondo impacto en la sociedad guipuzcoana de la época que no estaba acostumbrada a que hechos de este tipo ocurrieran (menos aún en el medio rural). El escritor Pío Baroja menciona el hecho en su novela El cabo de las tormentas. Desde entonces el nombre de la población sigue asociándose al suceso, que nunca fue aclarado del todo.
Parte de la trama de la novela negra Sabor crítico, del autor Xabier Gutiérrez, Ediciones Destino 2017, discurre en el escenario de dicho crimen.

## Cultura

### Patrimonio
El edificio más antiguo de Beizama es la iglesia parroquial de San Pedro, que data del siglo XVI. Es una iglesia de una sola nave, cubierta con bóvedas de crucería y una portada barroca. Llama especialmente la atención su atrio. Otros edificios emblemáticos del municipio son la casa consistorial, del siglo XVII y la ermita de la Soledad, del siglo XVIII.

### Fiestas y tradiciones
El patrón de Beizama es San Pedro y sus fiestas se celebran el 29 de junio. El sábado más cercano a la festividad se celebra una cena popular a la que son invitados todos los vecinos. Tradicionalmente es la ocasión que los emigrantes que salieron del pueblo aprovechan para hacer una visita.
En Nochebuena es tradición que los niños del pueblo vayan de caserío en caserío cantando villancicos. El día de Santa Águeda (5 de febrero) se recorren también los caseríos cantando las canciones tradicionales de esta festividad.
En Semana Santa se va de procesión desde la iglesia del pueblo hasta la Ermita de la Soledad.
El 10 de agosto se suele celebrar una misa en la Ermita de San Lorenzo para que el santo interceda contra la sequía. Posteriormente se realiza un almuerzo popular en un caserío cercano.
Es tradicional que los jóvenes de Beizama participen en las Romerías del Ernio en el mes de septiembre.
El equipo de soka-tira de Nuarbe tiene fama de ser el mejor País Vasco y ha sido varias veces campeón del mundo en diversas modalidades.